# Petina
Petina (AFI: /peˈtina/, A Pëtìna in campano) è un comune italiano di 982 abitanti della provincia di Salerno in Campania.

## Geografia fisica
Il comune sorge in un pianoro alle pendici orientali dei monti Alburni, su una strada provinciale che collega Sicignano degli Alburni con Polla.
Classificazione sismica: zona 2 (sismicità media), Ordinanza PCM. 3274 del 20/03/2003.

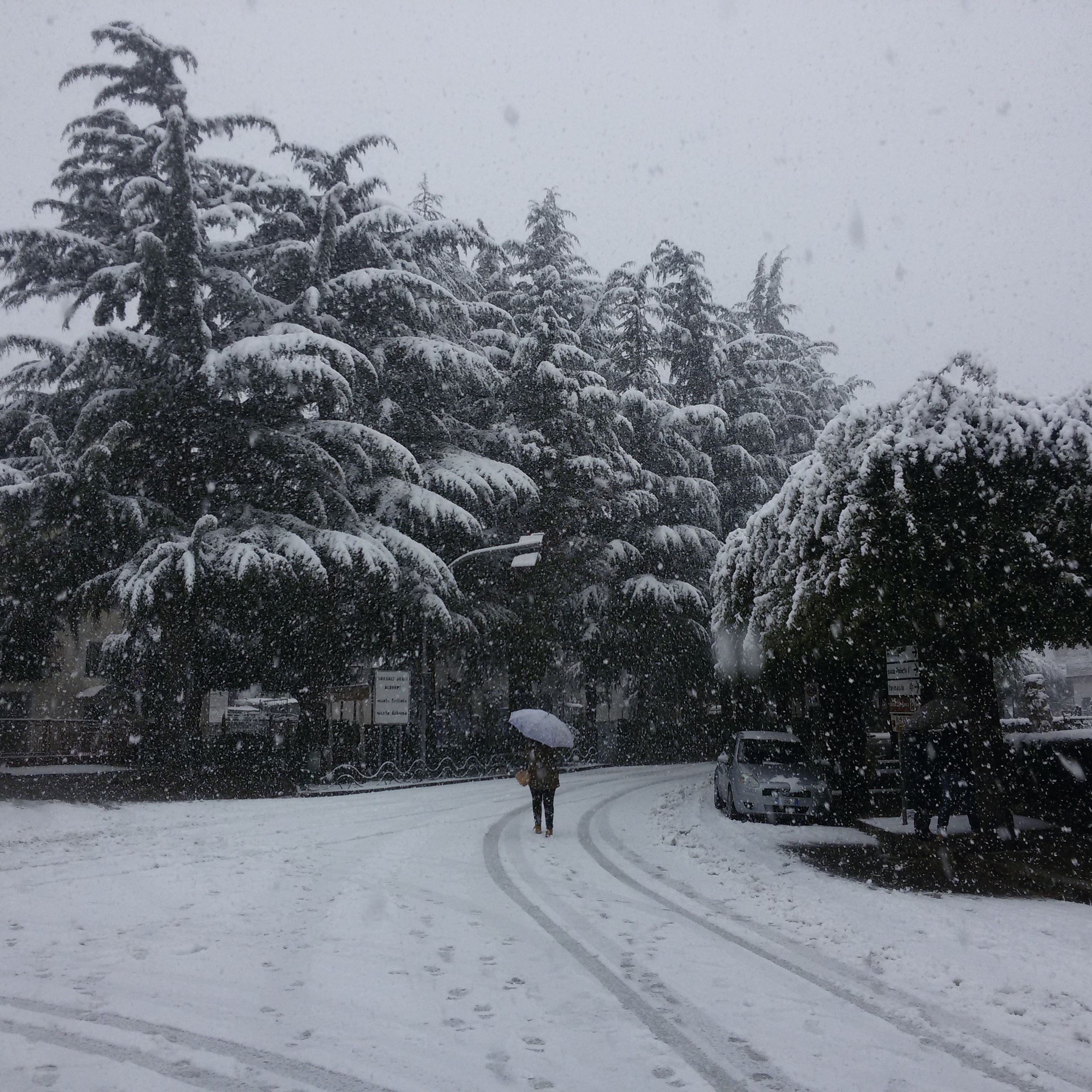
Viale deserto innevato

## Storia
Le fasi più antiche risalgono al periodo villanoviano, precisamente tra il IX e l'VIII secolo a.C. Si tratta di piccoli nuclei rinvenuti nei pressi di Costa Castello, di Ripa Alata e Ripa Longa e in località Massa. In quest'ultima zona, in seguito alla realizzazione della Via ab Regio ad Capuam, nota anche come Via Popilia o Via Annia o Via Popilia Lenate, costruita nel 132 a.C., risalgono diverse ville romane e una necropoli.
Dall'VIII secolo d.C. giunsero diversi monaci greco-bizantini, noti come monaci basiliani, i quali iniziarono a vivere all'interno di grotte realizzando successivamente il complesso rupestre dello Spirito Santo, il fonte battesimale all'interno della grotta del Lauro e la prima fase dell'attuale Eremo di Sant'Onofrio.
Poco alla volta, intorno a questi monaci, si stabilirono nuclei familiari dando origine prima al Borgo Massa all'attuale centro abitato di Petina.
Intorno all'XI secolo d.C., per opera dei principi longobardi di Salerno, fu costruito un modesto fortilizio, situato oggi in via Castello. Sono ancora evidenti parte delle sue mura.
Nota dal secolo XIII col nome di Apethina e nelle numerazioni del Regno come Petina, era nota ancora nel secolo XIX anche col nome di Abetina. Fu posseduta in feudo da diverse famiglie locali.
Dal 1811 al 1860 ha fatto parte del circondario di Postiglione, appartenente al distretto di Campagna del regno delle Due Sicilie.
Dal 1860 al 1927, durante il regno d'Italia ha fatto parte del mandamento di Postiglione, appartenente al circondario di Campagna.

## Monumenti e luoghi di interesse

### Eremo di Sant'Onofrio
L’eremo di Sant’Onofrio sorge su uno sperone roccioso a quota 361 m s.l.m.  e presenta cinque strutture principali (A, B, C, D, E) e tre secondari (F, G, H). Il corpo A, ovvero il campanile, è articolato in tre ordini con quattro aperture a monofora archiacuta. La chiesa, edificio B, a navata unica, priva di finestre, è coperta da una volta a botte archiacuta. Il corpo C è un vano rettangolare coperto da una volta a crociera archiacuta che originariamente era estradossata. Il vano D è il risultato dell’aggregazione di cellule diverse ed è coperto da una volta a botte archiacuta. I corpi E- H furono realizzati in un secondo momento. Presenta un primo intervento di restauro, incompiuto, mediante iniezioni di cemento.

### Complesso rupestre dello Spirito Santo
Risale all'VIII secolo d.C. ed è nello specifico una laura e come tale è un monastero costituito da un agglomerato di celle ricavate da grotte. Presenta tracce di affreschi sopravvissute al crollo di gran parte del fronte roccioso.
È raggiungibile mediante il sentiero "Spirito-Santo" (858m) il quale, si snoda a valle del Comune di Petina e collega il centro storico con la Cappella di Santa Maria del Cedro.
Palazzo Monaci
Di epoca tardo settecentesca, oltre alla torre dell'orologio, al cortile interno e i suoi portici, si fregia della presenza di un'antica meridiana risalente al 1886.
Cattedrale di San Nicola di Bari
Costruita nel 1510 su un edificio più antico, presenta una pianta a croce latina con tre navate. L'area del transetto è qualificata da un altare maggiore, da due laterali e da due portaceri, opere in pietra locale e marmi policromi, realizzati nel 1771. All'interno sono presenti tre tele del 1774 monogrammate da Nicola Pecchenedda: la Madonna del Rosario con i quindici Misteri, il Sangue del Redentore e La Vergine con il Bambino e San Biagio.
Inoltre custodisce all'interno la statua di San Pietro, una scultura lignea policroma del XIV secolo, un coro ligneo scolpito e dorato, un organo ed un pulpito intagliato nel noce entrambi del XVI secolo.
Fontana Vecchia
Costruita tra il 1880 e il 1872 su un vecchio impianto cinquecentesco, presenta una vasca principale a tre bocche che si incanalano in una vasca da circolare. Di fronte è presente una terza vasca rettangolare collegata alla prima mediante un dotto ipogeo.
Grotta del Lauro
Situata a ridosso di una sorgente d'acqua, a partire dal VII fu trasformata in un santuario rupestre dedicato al culto micaelico ancor prima dell'arrivo dei monaci greco-bizantini. All'ingresso è possibile ammirare il fonte battesimale e, nella parte inferiore vi è un cunicolo che collega la grotta al centro dell'abitato.
È raggiungibile mediante il percorso trekking Carpineto.

## Società

### Evoluzione demografica
Abitanti censiti

## Cultura

### Osservatorio astronomico Aresta
Per iniziativa dell'università di Napoli, del parco nazionale del Cilento e del Vallo di Diano, della comunità montana Alburni e dell'amministrazione comunale di Petina, sul massiccio dei monti Alburni, al centro di un'ampia radura circondata da un fitto bosco, ad un'altezza di 1169 metri è stato realizzato
l'osservatorio astronomico Aresta di Petina.
La struttura è nata da un vecchio "casone" dell'Aresta, immerso nel verde dei pianori degli Alburni, ricovero di pastori e mandriani. L'osservatorio di Petina ospita, sotto una cupola di 5 m di diametro, un riflettore con specchio in vetro ceramico Astrositali di 850 mm di diametro. La configurazione ottica Ritchey-Cretien è associata a un tubo in fibra di carbonio, che permette massima leggerezza accoppiata alla massima rigidità: la montatura equatoriale ha puntamenti completamente computerizzati sincronizzati con la rotazione della cupola.

#### Ritrovamenti fossili
Sono stati molti i ritrovamenti fossili in seno al territorio petinese, conservati in parte al museo di Magliano. Tra i più importanti troviamo la Sagaria Cilentana, una pianta da fiore risalente al cretaceo inferiore e l’Alburnia Petinensi, una specie di crostaceo.
I monti Alburni contengono più di 200 cavità naturali, alcune delle quali di notevoli dimensioni. Proprio in una di queste denominata Grotta Milano sono stati ritrovati reperti fossili appartenenti ad almeno quattro specie di mammiferi:
- Ursus arctos Linnaeus, 1758 (Ordine Carnivora; Famiglia Ursidae)
- Crocuta crocuta Erxleben, 1777 (Ordine Carnivora; Famiglia Hyenidae)
- Panthera pardus Linnaeus, 1758 (Ordine Carnivora; Famiglia Felidae)
- Arvicola amphibius Linnaeus, 1758 (Ordine Rodentia; Famiglia Arvicolidae)

Le specie presenti indicano un’associazione tipica del Pleistocene superiore; tuttavia non è possibile ottenere una datazione troppo accurata (< 127 000 anni fa). Considerando le caratteristiche delle specie ritrovate si può dedurre che esse vivevano in un periodo molto freddo e probabilmente associabile all’ultimo grande glaciale che ha interessato l’Italia (tra 75 000 e 13 000 anni fa). Tali resti sono visibili nell'apposito museo adibito sul territorio petinese.

### Eventi
- I primi due giorni di agosto si festeggia la festa del santo patrone Sant'Onofrio eremita.
- Dal 2017 nel mese di agosto si disputa il "Palio delle contrade" in cui gli abitanti di Petina si riuniscono in squadre per vincere a la competizione.

## Infrastrutture e trasporti

### Strade
- Uscita autostradale di Petina sull'Autostrada A2 del Mediterraneo.
- Strada statale 19 delle Calabrie.
- Strada Provinciale 35/a Scorzo-Sicignano-Tempa di Petina.
- Strada Provinciale 35/b Tempa di Petina-Petina-Stazione di Petina-Innesto SS 19.
- Strada Provinciale 125 Petina-Polla.
- Strada Provinciale 247 Strada Iardini.

### Ferrovie
- Stazione di Petina sulla Ferrovia Sicignano degli Alburni-Lagonegro (Servizio sostitutivo con bus).

La linea Sicignano-Lagonegro dall'aprile 1986 non è più percorsa da nessun tipo di convoglio ferroviario. La linea risulta ancora armata e teoricamente percorribile, anche se la vegetazione ne ricopre quasi l'intero tracciato.

### Mobilità urbana
Il centro cittadino è servito dalle autolinee Mansi, che effettuano collegamenti giornalieri con Salerno e Napoli

## Amministrazione

### Sindaci
| Periodo        | Periodo        | Primo cittadino         | Partito                          | Carica  | Note |
| -------------- | -------------- | ----------------------- | -------------------------------- | ------- | ---- |
| 12 giugno 1994 | 26 maggio 2002 | Domenico Antonio Miglio | centro                           | Sindaco |      |
| 27 maggio 2002 | 27 maggio 2007 | Federico Mansi          | centro-destra                    | Sindaco |      |
| 27 maggio 2007 | 6 maggio 2012  | Federico Mansi          | lista civica                     | Sindaco |      |
| 7 maggio 2012  | 11 giugno 2017 | Giovanni Zito           | lista civica Uniti per Petina    | Sindaco |      |
| 11 giugno 2017 | in carica      | Domenico D'Amato        | lista civica Petina Che Vogliamo | Sindaco |      |

### Altre informazioni amministrative
Il comune fa parte della Comunità montana Alburni.
Le competenze in materia di difesa del suolo sono delegate dalla Campania all'Autorità di bacino regionale Sinistra Sele e all'Autorità di bacino interregionale del fiume Sele.
Il sindaco Domenico D'Amato (vicesindaco Vincenzo Di Iorio) è in carica da giugno 2017.

## Sport

### Calcio
La società calcistica petinese più longeva è stata la Virtus Petina, che ha disputato al massimo il campionato di prima categoria. Nell'anno 2011/2012 è stata fondata la Real Petina che ha preso parte al campionato di terza categoria, ma è stata smantellata dopo una sola stagione.

### Impianti sportivi
Gli impianti sportivi presenti nel paese, sono:
- Il campo da calcio a 11 comunale
- La palestra comunale Franco Mansi
- Il campo di calcio a 5 comunale
- Il campo da tennis comunale